# Mariana Pineda (Oper)
Mariana Pineda ist eine Oper in drei Bildern von Flavio Testi. Das Libretto ist dem Bühnenstück Mariana Pineda von Federico García Lorca entnommen. Die Oper wurde am 8. September 2007 im Theater Erfurt uraufgeführt.

## Handlung
Die Oper spielt in den Jahren 1828 bis 1831 in Spanien. Die Witwe und Mutter zweier Kinder Mariana Pineda unterstützt gegen den Rat ihrer Stiefmutter Angustias den Widerstand liberaler Kreise gegen das repressive Regime des Königs. Sie stickt an einer Revolutionsfahne und verhilft ihrem Geliebten, dem Revolutionär Don Pedro, zur Flucht aus dem Gefängnis. Der Strafrichter Pedrosa entdeckt ihre Verbindungen zu Verschwörerkreisen und will dies ausnutzen, um Mariana seine Liebe aufzuzwingen. Als sie sich ihm verweigert, wird sie unter Arrest gestellt. Von dem ihr in selbstloser Liebe ergebenen Fernando erfährt sie, dass Don Pedro sie nur ausgenutzt hat. Doch widersteht sie weiterhin dem Drängen Pedrosas, der sie schließlich zum Tode verurteilen lässt.

## Gestaltung
Die Oper beginnt mit einem kurzen Orchestervorspiel, dem ein Monolog der Titelfigur Mariana folgt. Diese begegnet nacheinander ihrem Jugendfreund Fernando, ihrer Adoptivmutter Doña Angustias und ihrem Geliebten Don Pedro de Sotomayor. Das zweite Bild zeigt ein Gespräch Don Pedros mit einem der Verschwörer. Der anschließende Besuch Pedrosas führt zu Marianas Verhaftung. Das dritte Bild stellt stark zusammengefasst die Gefangenschaft Marianas dar, in der sie – eingerahmt vom Damenchor – Pedrosa und Fernando begegnet.
Die Musiksprache ist relativ leicht zugänglich. Die Oper ist durchkomponiert und enthält keine herkömmlichen Arien oder Musiknummern. Auffällig sind häufig wiederholte einprägsame Motive, die in einem dissonanten, aber dennoch tonalen Kontext stehen. Starke Akzente werden von den Blechbläsern gesetzt. Das Orchester selbst ist nur klein besetzt. Die Vokalstimmen bestehen vorwiegend aus Parlando, das aber gelegentlich in extreme Tonlagen vordringt. Häufig werden die Sänger nur von einem einzigen Solo-Instrument begleitet. Zu Beginn und am Ende der Oper sind lediglich der Titelfigur Mariana ariose Formen zugewiesen.

## Werkgeschichte
Das Libretto stammt vom Komponisten selbst. Er nutzte dafür den dramatischen Kern des Bühnenstücks Mariana Pineda von Federico García Lorca, aus dem er viele Nebenhandlungen und Figuren entfernte. Der Prolog und die ersten fünf Szenen der Vorlage, in denen das andalusische Ambiente eingeführt wurde, fehlen ebenfalls. Die Handlung konzentriert sich auf das Psychogramm der Titelfigur Mariana Pineta, die permanent auf der Bühne ist. Die übrige Handlung ist auf ein Kammerspiel reduziert, in dem besonders die Beziehung Marianas zu drei Männern, dem Revolutionär Don Pedro, ihrem Liebhaber Fernando und dem Polizeichef Pedroso, verarbeitet wird.
Die Uraufführung von Mariana Pineda fand am 8. September 2007 zusammen mit der deutschen Erstaufführung von Testis Oper La brocca rotta im Theater Erfurt statt. Die musikalische Leitung hatte Lorenz Aichner, Regie führte Peter Hailer, das Bühnenbild stammte von Hank Irwin Kittel und die Kostüme von Uta Meenen. Die Sänger waren Ilia Papandreou (Mariana Pineda), Erik Fenton (Fernando), Dimitar Tenev (Don Pedro), Juan Carlos Mera-Euler (Pedrosa), Máté Sólyom-Nagy (Un conspirador), Helena Zubanovich (Dona Angustias), und Alice Rath (Isabel la Clavela) sowie Sopranistinnen des Opernchores (Novizinnen).